# Coast Mountains

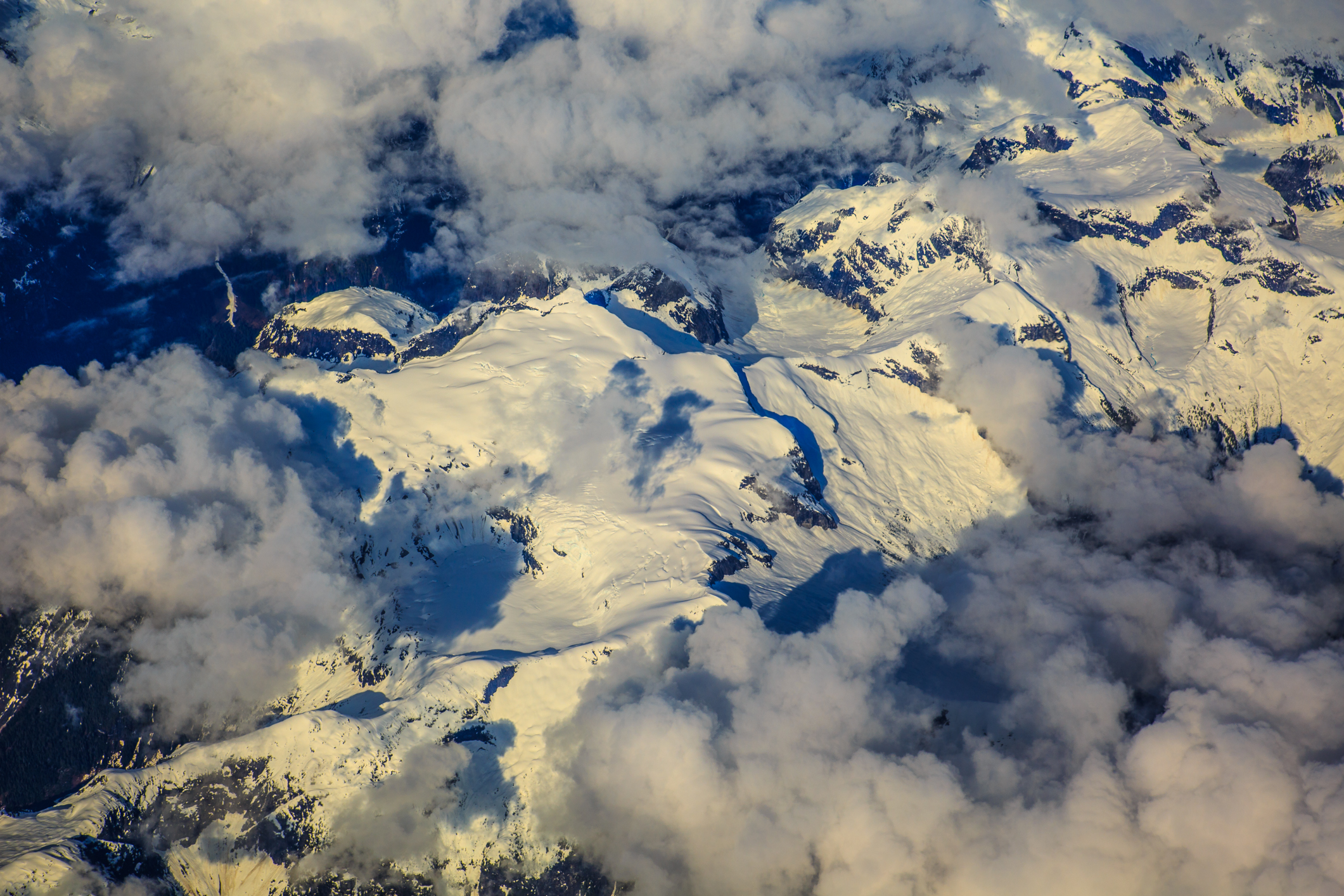
Delar av Coast Mountains på en flygbild.

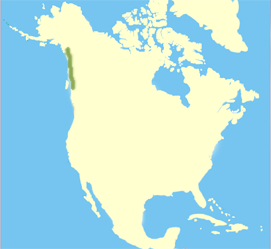
Coast Mountains läge i Nordamerika.

Coast Mountains (på franska Chaîne Côtière) är en bergskedja i Kanada och USA på den nordamerikanska västkusten.
Norra delarna av Coast Mountains kallas även Boundary Ranges. Den sydligaste delen kallas Pacific Ranges och däremellan ligger bergskedjan Kitimat Ranges.